# Cyclone Gwenda
Le cyclone Gwenda est un cyclone qui a frappé l'Australie depuis la mer d'Arafura le 2 avril 1999. Sa pression atmosphérique de 900 hPa est la plus basse relevée dans le pays.